# Grube Rudolphus
Die Grube Rudolphus ist eine ehemalige Buntmetallgrube im Bensberger Erzrevier in Rösrath. Sie lag in einem Quellsiefen etwa 100 Meter westlich der Kupfersiefer Mühle.

## Geschichte

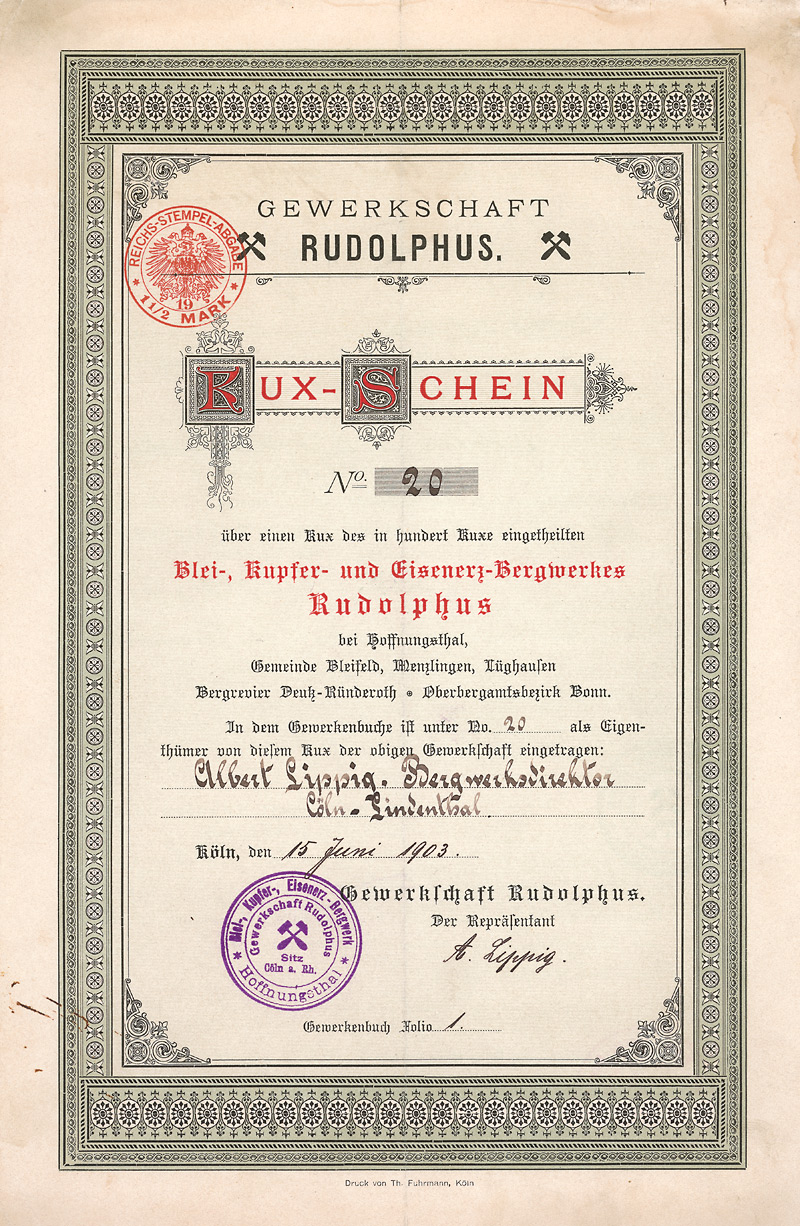
Kuxschein der Gewerkschaft Rudolphus vom 15. Juni 1903

Die erste Mutung für das Grubenfeld Rudolphus stammt vom 15. April 1854. Es folgte eine zweite Mutung am 13. Dezember 1854. Aufgrund der Feldesbesichtigung am 22. März 1855 wurde die Bauwürdigkeit bestätigt. Sodann folgte am 27. Juli 1855 die Verleihung als Längenfeld auf Blei- und Kupfererze an Rudolph Uhrmacher und Johann Peter Aloys Baur. Eine Erweiterung der Verleihung auf Spateisenstein folgte am 4. Juli 1856. Am 16. März 1866 beantragten die Bergwerksbetreiber die Umwandlung in ein Geviertfeld. Mit Verleihungsurkunde vom 3. April 1867 wurde die Umwandlung in ein Geviertfeld an den Gutsbesitzer Johann Peter Alois Baur genehmigt. Am 5. Januar 1885 stand der Verkauf der Grube durch die Witwe Maria Christina Baur an. Die Verkaufsverhandlungen zogen sich seit dem 15. Januar 1903 dahin, bis sich die Gewerkschaft des Bergwerks Rudolphus gegründet hatte, die als Käuferin am 29. Januar 1905 neue Eigentümerin wurde. In den Jahren 1905 bis 1917 wurden mit bis zu drei Arbeitern Versuchsarbeiten durchgeführt, die überwiegend keine Aufschlüsse erbrachten. Der Jahresbericht 1917 endet mit dem Satz: „Versuchsarbeiten wurden am 13. Juli bis nach dem Kriege gestundet.“ Am 29. Dezember 1943 wurde die AG des Altenbergs neue Eigentümerin.  Der Gang Rudolphus sei 20–200 cm mächtig gewesen. Der Stollen habe im Gang verlaufend eine Höhe von 10 bis 30 m Bauhöhe gehabt. Es seien 369 Zentner Kupfererze gefördert worden.